# 815-й отдельный разведывательный артиллерийский дивизион
815-й отдельный разведывательный артиллерийский дивизион Резерва Главного Командования — воинское формирование Вооружённых Сил СССР, принимавшее участие в Великой Отечественной войне.
Сокращённое наименование — 815-й орадн РГК.

## История
Сформирован 18 сентября 1942 года года в составе 66-й армии. Сталинградского фронта.
В действующей армии с 18.09.1942 по 29.09.1943.
В ходе Великой Отечественной войны вёл артиллерийскую разведку в интересах артиллерии соединений 66-й армии Донского фронта, 5-й гв.  армии Воронежского фронта и Степного фронта
29 сентября 1943 года в соответствии с приказом НКО СССР № 289 от 29.09.43 года преобразован в 59-й отдельный гвардейский разведывательный артиллерийский дивизион.

## Состав
штат 08/97
- Штаб
- Хозяйственная часть
- Батарея звуковой разведки(БЗР)
- Батарея топогеодезической разведки(БТР)
- Взвод оптической разведки(ВЗОР)
- Фотограмметрический взвод(ФГВ)
- Артиллерийский метеорологический взвод(АМВ)(до января 1943 года)
- Хозяйственный взвод

с июля 1943 года
- Штаб
- Хозяйственная часть
- 1-я Батарея звуковой разведки(1-я БЗР)
- 2-я Батарея звуковой разведки(2-я БЗР)
- Батарея топогеодезической разведки(БТР)
- Взвод оптической разведки(ВЗОР)
- Фотограмметрический взвод(ФГВ)
- Хозяйственный взвод

## Подчинение
| Дата                 | Фронт                                 | Армия         | Корпус | Дивизия | Бригада | Примечания |
| -------------------- | ------------------------------------- | ------------- | ------ | ------- | ------- | ---------- |
| 19.09.42 -13.03.43г. | Донской фронт                         | 66-я армия    | -      | -       | -       | -          |
| 13.03.43 -5.05.43г   | Резервный фронт Степной военный округ | 66-я армия    | -      | -       | -       | -          |
| 5.05.43-10.07 43г.   | Степной военный округ                 | 5-я гв. армия | -      | -       | -       | -          |
| 10.07.43-7.09.43г    | Воронежский фронт                     | 5-я гв. армия | -      | -       | -       | -          |
| 7.09.43-29.09.43г    | Степной фронт                         | 5-я гв. армия | -      | -       | -       | -          |

## Командование дивизиона
Командир дивизиона
- капитан, майор Тереховский Андрей Викторович

Начальник штаба дивизиона
- ст. лейтенант, капитан Николаев Евгений Александрович

Заместитель командира дивизиона по политической части
- майор Кузьменок Петр Титович

Помощник начальника штаба дивизиона

Помощник командира дивизиона по снабжению
- интендант 3 ранга Коробов Роман Васильевич

## Командиры подразделений дивизиона
Командир  БЗР(до июля 1943 года)
- ст. лейтенант Тычинин Виктор Сергеевич

Командир 1-й БЗР
- ст. лейтенант Слободянник Василий Петрович

Командир 2-й БЗР
- ст. лейтенант Тычинин Виктор Сергеевич

Командир БТР
- лейтенант Левачёв Александр Матвеевич
- ст. лейтенант Карпусь Василий Александрович

Командир ВЗОР
- лейтенант Солодовников Сергей Фёдорович

Командир ФГВ